# Drabik drzewkowaty
Drabik drzewkowaty (Climacium dendroides (Hedw.) F.Weber & D.Mohr) – gatunek mchu z rodziny drabikowatych. Występuje pospolicie na terenie Polski niżowej, rzadziej na pogórzu. 

## Morfologia

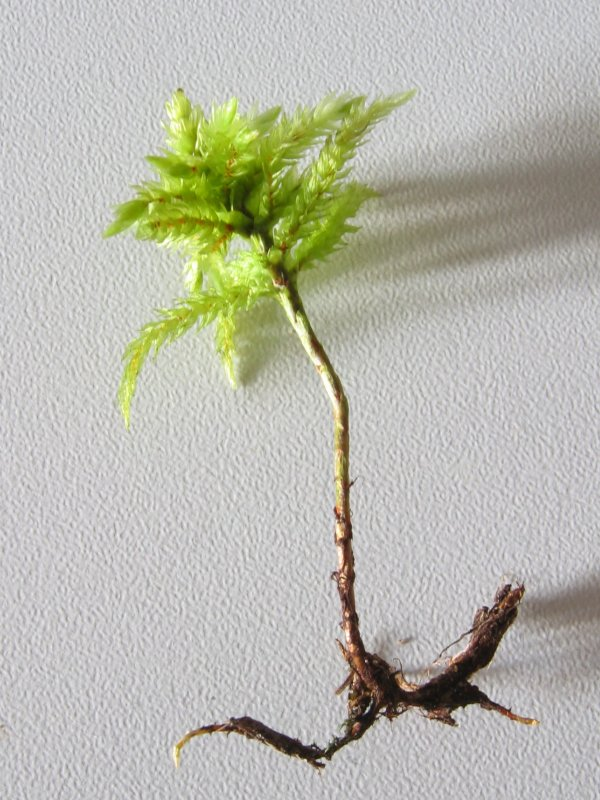
Pokrój

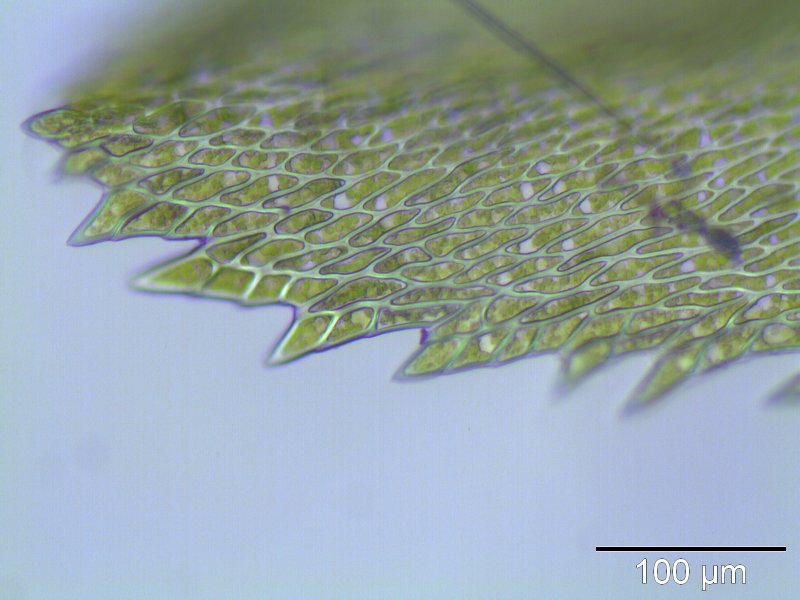
Brzeg liścia

PokrójMech plagiotropowy tworzący luźne darnie. Jasnozielony lub brunatnozielony.
ŁodyżkaŁodyżki pierwotne płożące, okryte brunatnymi chwytnikami i łuskowatymi listkami, wtórne prosto wzniesione, wysokości 2–10 cm, u góry drzewkowato rozgałęzione, na dole nierozgałęzione, z całobrzegimi listkami, na górze rozgałęzione nieregularnie. Boczne gałązki nierozgałęzione lub słabo rozgałęzione z nibylistkami
ListkiŁodyżkowe zaostrzone, przylegające do łodyżki, zakończone kończykiem. Listki gałązkowe języczkowate, długości ok. 3 mm, szerokości 1,8 mm, na końcach stępione, opatrzone okrągłą nasadką, odstające ukośnie, szczytowe na brzegach piłkowane i podwinęte. Żebro pojedyncze, kończące się przed szczytem.
ZarodniaPuszka zarodni jajowata, wydłużona, barwy jasnobrązowej.
Podobne gatunkiKrzewik źródliskowy (różni się od drabika siedliskiem i ostrymi na szczycie listkami)

## Biologia i ekologia
RozwójZarodnikowanie w Polsce odbywa się w październiku i listopadzie.
SiedliskoWystępuje na obszarach podmokłych łąk oraz torfowiskach niskich w szczególności lasach olsowych.  W rzekach występuje wyjątkowo, tylko podczas wysokiego stanu wody. W Polsce do wysokości 1000 m n.p.m.
FitosocjologiaW klasyfikacji zbiorowisk roślinnych gatunek charakterystyczny dla rzędu (O.) Molinietalia.

## Zagrożenia i ochrona
Gatunek objęty jest w Polsce częściową ochroną gatunkową na podstawie Rozporządzenia Ministra Środowiska z dnia 9 października 2014 r. w sprawie ochrony gatunkowej roślin.